# 福島丸 (5代)
福島丸（ふくしままる）は、福島県教育庁が所有している漁業実習船。福島県立いわき海星高等学校の実習に使用されている。本項目では、1998年に建造され2017年度まで使用されていた5代目を取り扱う。

## 概要
先代の代船として宮城県石巻市のヤマニシで建造され、1998年に竣工した。
本船はマグロ延縄漁の漁業実習、航海や機関の実習を行う。マグロ漁の実習はハワイ近海で行う。

## 略歴
- 1954年（昭和29年）4月1日- 初代竣工[8]
- 1964年（昭和39年）5月10日- 2代目竣工[8]
- 1974年（昭和49年）5月20日- 3代目竣工[8]
- 1985年（昭和60年）3月25日- 4代目竣工[8]
- 1998年（平成10年）3月10日- 5代目竣工[2]
- 2017年（平成29年）7月28日- 6代目進水[9]

## エピソード
- 長期実習航海の出発や帰港は地元の風物詩[10]。
- 約1か月半の長期実習航海でマグロ等の水揚げは2014年は約19トンだった[10]。2017年は28トン[6]。
- 水揚げしたマグロなどはいわき市内のスーパーで販売された事がある[10]。
- マグロの水揚げは神奈川や静岡だけではなく、2011年からは小名浜港でも水揚げされるようになり、いわき市内のスーパーで「まぐろ祭り」と題して販売されるようになった[11]。
- 地球規模の環境観測プロジェクトであるアルゴー計画に参画した[12]。
- 長年の海上の気象を観測し通報した事を気象庁より表彰された[13]。
- 2011年7月1日に、小名浜港では東日本大震災後初めて水揚げした[14]。
- 東日本大震災の津波により大熊町からハワイ付近まで流された水上バイクを持ち主にとどけた[15]。
- 小名浜港で一般公開されたことがある[16]。

## 画像

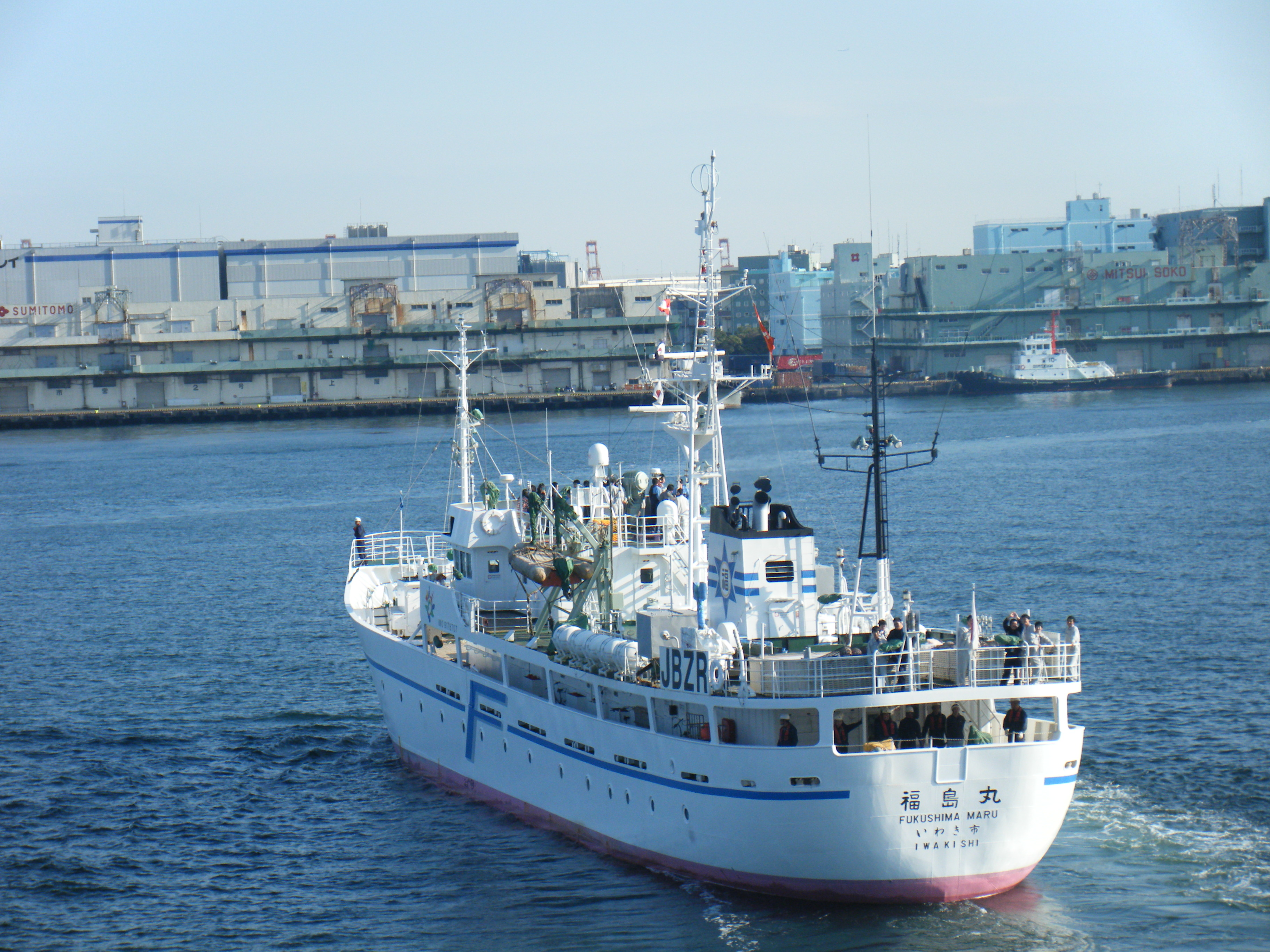
福島県の漁業実習船 5代目福島丸、後ろ姿
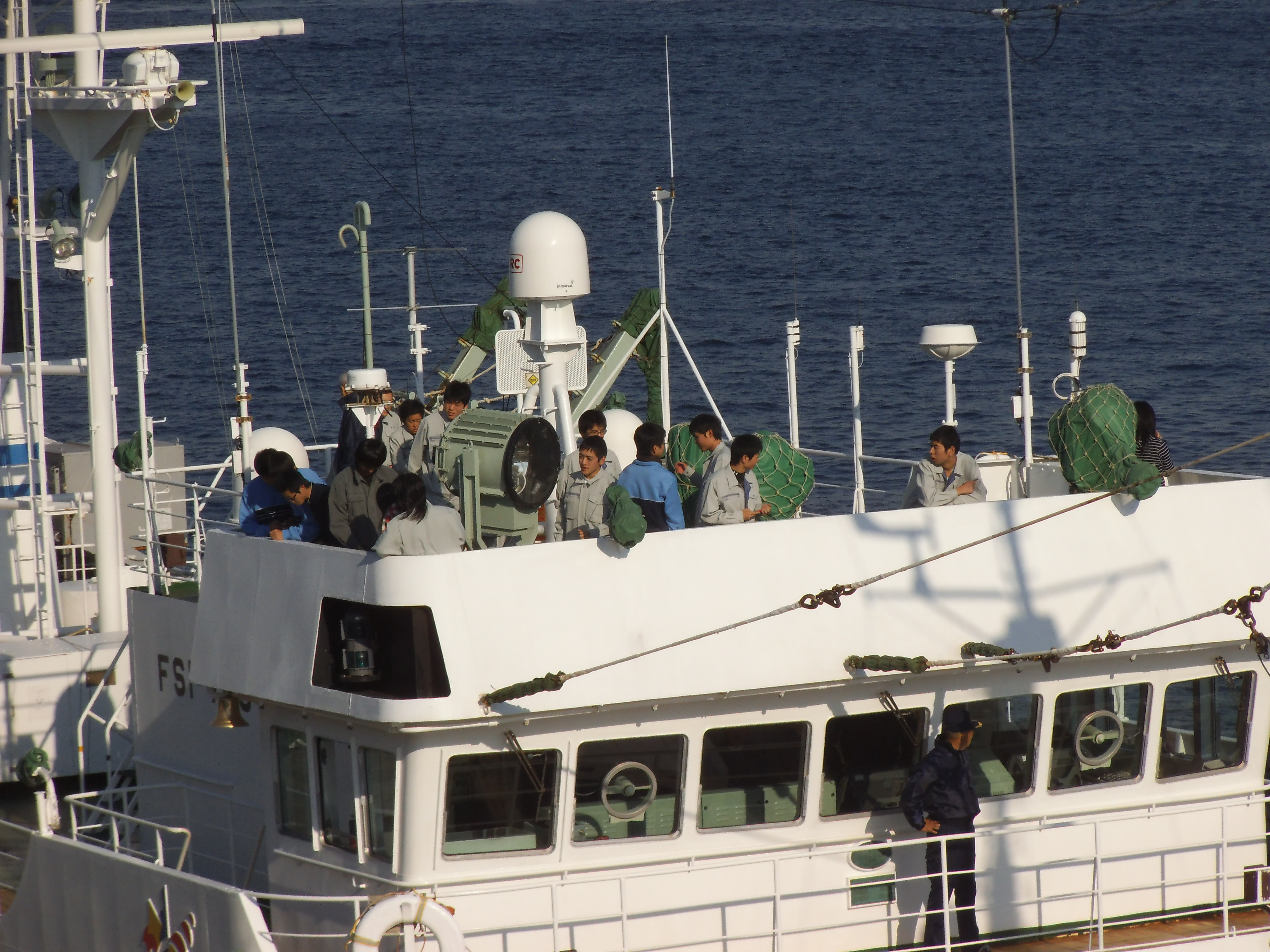
福島県の漁業実習船 5代目福島丸、船橋
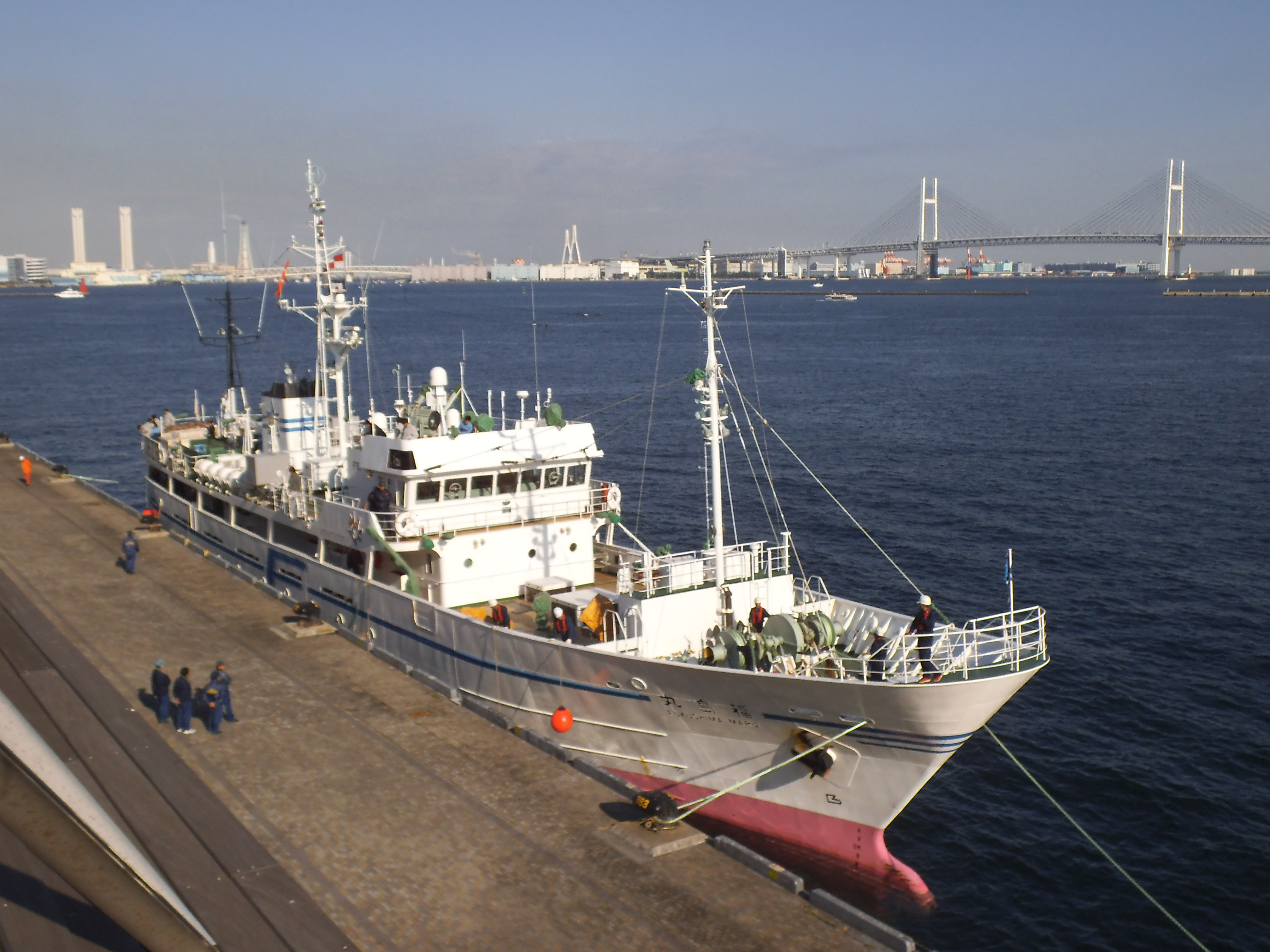
福島県の漁業実習船 5代目福島丸、前方斜め上から
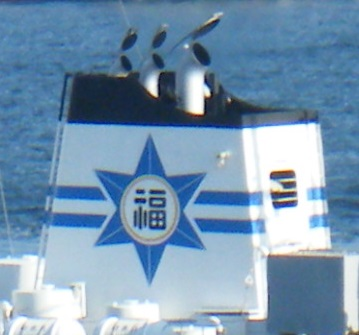
福島県の漁業実習船 5代目福島丸の煙突マーク
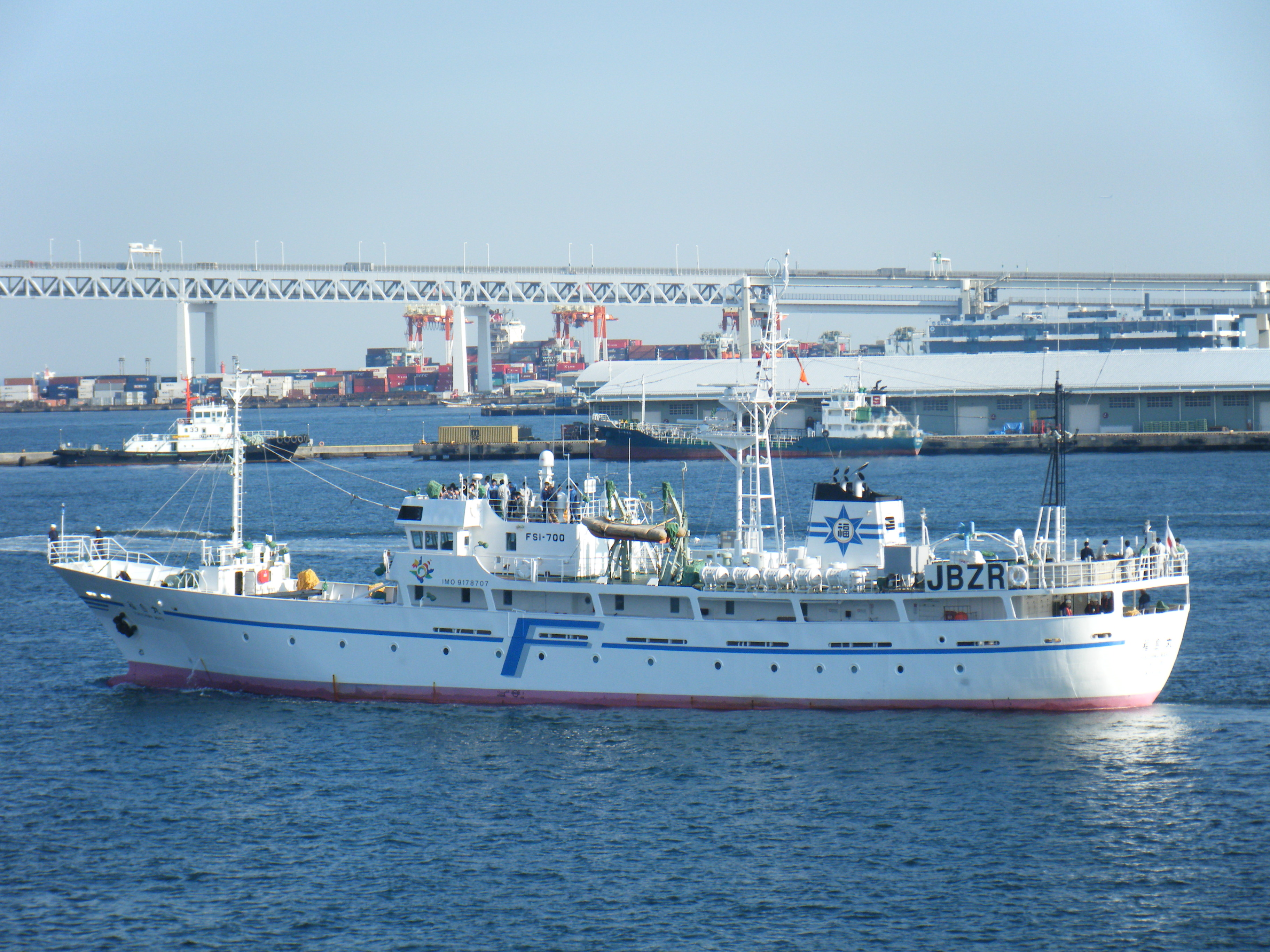
福島県の漁業実習船 5代目福島丸、横から